# كلوستريديوم هيونيغيتي
كلوستريديوم هيونيغيتي (نسبة إلى إدوارد روبرت هيونيغيت) هو نوع من البكتيريا من فصيلة كلوستريدياسيا.